# Arquebisbat de Goa i Damão
L'arquebisbat de Goa i Daman (konkani: Goy ani Damanv Mha-Dhormprant; portuguès: Arquidiocese de Goa e Damão; llatí: Archidioecesis Goana et Damanensis) és una seu metropolitana de l'Església Catòlica a Índia. El 2006 tenia 627.400 batejats sobre una població de 1.763.598 habitants. Actualment està regida per l'arquebisbe Filipe Neri António Sebastião do Rosário Ferrão. L'arxidiòcesi és la Seu Primada de l'Orient, i l'arquebisbe porta els títols ad honorem de Primat de les Índies o Primat de l'Orient i de Patriarca de les Índies Orientals.
És la diòcesi més antiga en termes d'activitat a l'Orient, amb els seus orígens enllaçats directament amb l'arribada dels portuguesos a la costa Malabar.

## Territori
L'arxidiòcesi comprèn els següents territoris de l'Índia: l'estat de Goa, els territoris de Dadra i Nagar Haveli i de Daman i Diu.
La seu arxiepiscopal és la ciutat de Goa, on es troba la catedral de Santa Caterina. A Daman es troba l'antiga catedral de la diòcesi homònima suprimida, dedicada al Bon Jesús.
El territori s'estén sobre 4.194 km² i està dividit en 167 parròquies.

## Història
Després de la conquesta portuguesa de Goa per Afonso de Albuquerque el 1510, el rei Manuel I erigí una capella en honor de Santa Caterina, nomenant-la patrona de la ciutat el 1518. Per governar els cristians de la regió s'envià a Dom Duarte Nunes, O.P., bisbe titular de Laodicea, que governà fins al 1527. Va ser succeït per Dom Fernando Vaqueiro, OFM, qui governà entre 1529 i 1535.
La diòcesi de Goa va ser erecta Arxivat 2015-09-29 a Wayback Machine. el 31 de gener de 1533 pel Papa Climent VII mitjançant la butlla Romani Pontificis Circumspectio, prenent el territori del bisbat de Funchal. La diòcesi de Funchal va ser elevada a arxidiòcesi metropolitana, i la seu de Goa n'era sufragània. La jurisdicció de la diòcesi de Goa originàriament s'estenia des del Cap de Bona Esperança fins a la Xina i el Japó. Amb l'elevació a diòcesi, Joan III comissionà la construcció d'una catedral a Goa. El 3 de novembre de 1534 l'erecció de la diòcesi de Goa va ser confirmada per la butlla Aequum reputamus del Papa Pau III, car la mort de Climent VIII havia impedit la publicació d'una butlla d'erecció.
A requesta del rei Sebastià, el 4 de febrer de 1558 el Papa Pau IV separà la diòcesi de Goa de la província eclesiàstica de Lisboa i l'elevà al rang d'arxidiòcesi metropolitana per mitjà de la butlla Etsi sancta. El mateix dia s'erigien les diòcesis de Cochin i de Malacca, prenent el territori de la diòcesi de Goa i convertint-se en les seves diòcesis sufragànies.
En el transcurs del temps d'altes diòcesis van ser incloses a la província eclesiàstica de Goa: el 23 de gener de 1576 cedí part del seu territori perquè s'erigís el bisbat de Macao, Funai al Japó, Cranganore i Meliapor a l'Índia, Nanjing i Beijing a la Xina, l'administració apostòlica del Moçambic (avui arquebisbat de Maputo) (a l'Àfrica i Daman, que encara en forma part; i el 1637 del vicariat apostòlic d'Idalcan, Deccan i Bijapur (avui arquebisbat de Bombai).
El Papa Gregori XIII, mitjançant el breu Pastoralis Officii Cura del 13 de desembre de 1572 concedí als arquebisbes de Goa el títol de Primat de l'Orient.
El 1857 Goa havia adquirit diverses diòcesis sufragànies al subcontinent indi, però només retenia Macau i Moçambic fora d'aquesta àrea.
El 23 de gener de 1886, el Papa Lleó XIII, mitjançant la constitució apostòlica Humanae salutis Auctor, investí l'arquebisbe de Goa amb el títol honorífic de Patriarca de les Índies Orientals; a més, amb la butlla Humanae salutis instituí l'arxidiòcesi de Daman, a la qual se li assignà el títol de l'antic arquebisbat de Cranganore, suprimida amb el breu Multa praeclare del Papa Gregori XVI del 24 d'abril de 1838.
L'1 de maig de 1928, mitjançant la butlla Inter Apostolicam la diòcesi de Damão va quedar suprimida i el seu territori va ser en part incorporat a l'arxidiòcesi de Goa, que assumí contextualment el nom d'arxidiòcesi de Goa i Damão. Així, als arquebisbes de Goa i Damão se'ls concedí el títol d'arquebisbes de Cranagor, que havia estat concedit als bisbes de Damão.
El 1940, Dili (a Timor) va ser elevat a diòcesi i situada com a sufragània de Goa; mentre que Moçambic abandonava la jurisdicció metropolitana. El 19 de setembre de 1953 l'arxidiòcesi cedeix una nova porció de territori per tal que s'erigís el bisbat de Belgaum. També el 1953 l'arxidiòcesi de Goa perdé les seus sufragànies de Cochin, Meliampor i Canara, després de la reorganització territorial del nou estat de l'Índia.
El 19 de desembre de 1961 la Unió Índia annexà els territoris de Goa, Daman i Diu i l'any següent el Patriarcat Arquebisbe José Vieira de Alvernaz abandonà el territori. El 1965 el territori de Dili va ser confiat a la Societat Missionera de Sant Francesc Xavier. La complexa qüestió de l'annexió dels territoris governats pels portuguesos va fer que no fins al 1975 el Vaticà no acceptés la dimissió del darrer Patriarca, posant l'arxidiòcesi directament subordinada a la Santa Seu. Els arquebisbes de Goa, però, van conservar el dret de portar el pal·li. Les diòcesis de Dili i Macau també van ser deslligades de la província eclesiàstica i també subordinades directament a la Santa Seu.
Per la butlla "Quoniam Archdioecesi" del 30 de gener de 1978, el Papa Pau VI nomenà el bisbe Raul Nicolau Gonçalves com a arquebisbe de Goa i Daman, amb el títol "ad honorem" de Patriarca de les Índies Orientals. Per mitjà de la butlla "Inter Capital" del 12 de desembre de 2003 del Papa Joan Pau II, es nomenà a Filipe Neri Ferrao com a nou arquebisbe de Goa i Daman, concedint-li també el títol honorari de Patriarca (no es tracta d'un títol mandatori, sinó que és una prerrogativa del Papa).
El 25 de novembre de 2006 el Papa Benet XVI, mitjançant la butlla Cum Christi Evangelii, restablí la seu metropolitana, assignant-li Sindhudurg com a diòcesi sufragània.

## Cronologia episcopal

### Seu de Goa
- Francisco de Mello † (31 de gener de 1533 - 27 d'abril de 1536 mort)
- João de Albuquerque, O.F.M. † (11 d'abril de 1537 - 28 de febrer de 1553 mort)
  - Sede vacante (1553-1558)
- Gaspar de Leão Pereira † (4 de febrer de 1558 - 1567 renuncià)
- Jorge Temudo, O.P. † (13 de gener de 1567 - 29 d'abril de 1571 mort)
- Gaspar de Leão Pereira † (19 de novembre de 1572 - 15 d'agost de 1576 mort) (per segona vegada)
- Henrique de Távora e Brito, O.P. † (29 de gener de 1578 - 17 de maig de 1581 mort)
- João Vicente da Fonseca, O.P. † (31 de gener de 1583 - 1586 mort)
- Mateus de Medina, O.Carm. † (19 de febrer de 1588 - 29 de juliol de 1593 mort)
- Aleixo de Menezes, O.E.S.A. † (13 de febrer de 1595 - 19 de març de 1612 nomenat arquebisbe de Braga)
- Cristovão da Sá e Lisboa, O.S.H. † (12 de novembre de 1612 - 31 de març de 1622 mort)
- Sebastião de São Pedro, O.E.S.A. † (7 d'octubre de 1624 - 7 de novembre de 1629 mort)
- Manoel Telles, O.P. † (10 de febrer de 1631 - 4 de juliol de 1633 mort)
- Francisco dos Martyres, O.F.M. † (3 de desembre de 1635 - 25 de novembre de 1652 mort)
  - Sede vacante (1652-1671)
- Cristovão da Silveira, O.E.S.A. † (22 de desembre de 1670 - 9 d'abril de 1673 mort)
- António Brandão, O.Cist. † (17 de desembre de 1674 - 6 de juliol de 1678 mort)
- Manoel de Sousa e Menezes † (19 d'agost de 1680 - 31 de gener de 1684 mort)
- Alberto de São Gonçalo da Silva † (18 de març de 1686 - 10 d'abril de 1688 mort)
- Agostinho da Annunciação † (6 de març de 1690 - 6 de juliol de 1713 mort)
- Sebastião de Andrade Peçanha † (16 de desembre de 1715 - 25 de gener de 1721 renuncià)
- Inácio de Santa Teresa, O.E.S.A. † (3 de febrer de 1721 - 19 de desembre de 1740 nomenat arquebisbe, a títol personal, de Faro)
- Eugénio Trigueiros, O.E.S.A. † (19 de desembre de 1740 - 22 d'abril de 1741 mort)
- Lourenço (Francisco) de Santa Maria (de Mello), O.F.M.Ref. † (26 de novembre de 1742 - 17 de gener de 1750 renuncià)
- António Taveira de Neiva Brum † (19 de gener de 1750 - 11 de desembre de 1773 renuncià)
- Francisco da Assumpção e Brito, O.E.S.A. † (20 de desembre de 1773 - 23 de juny de 1783 renuncià)
- Manoel da Santa Catalina, O.C.D. † (18 de juliol de 1783 - 10 de febrer de 1812 mort)
- Manuel Santo Galdino, O.F.M. † (10 de febrer de 1812 succeduto - 15 de juliol de 1831 mort)
  - Sede vacante (1831-1843)
- João José da Silva Torres, O.S.B. † (19 de juny de 1843 - 22 de desembre de 1848 renuncià)
  - Sede vacante (1848-1861)
- João Crisóstomo de Amorim Pessoa, O.F.M. † (22 de març de 1861 - 17 de novembre de 1874 nomenat arquebisbe coadjutor de Braga)
- Aires de Ornelas de Vasconcelos † (23 de juliol de 1874 - 28 de novembre de 1880 mort)
- António Sebastião Valente † (4 d'agost de 1881 - 25 de gener de 1908 mort)
- Matheus de Oliveira Xavier † (26 de febrer de 1909 - 1 de maig de 1928 nomenat arquebisbe de Goa e Damão)

### Seu de Damão
- António Pedro da Costa † (14 de març de 1887 - 30 de gener de 1900 mort)
- Sebastião José Pereira † (23 de juliol de 1900 - 4 d'agost de 1925 mort)
  - Sede vacante (1925-1928)

### Seu de Goa i Damão
- Matheus de Oliveira Xavier † (1 de maig de 1928 - 19 de maig de 1929 mort)
- António Pedro da Costa † (14 de març de 1887 - 30 de gener de 1900 mort)
- Sebastião José Pereira † (23 de juliol de 1900 - 4 d'agost de 1925 mort)
- Teotonio Emanuele Ribeira Vieira de Castro † (25 de maig de 1929 - 16 de maig de 1940 mort)
- José da Costa Nunes † (11 de desembre de 1940 - 16 de desembre de 1953 renuncià)
- José Vieira Alvernaz † (16 de setembre de 1953 - 22 de febrer de 1975 jubilat)
  - Sede vacante (1975-1978)
- Raul Nicolau Gonsalves (30 de gener de 1978 - 12 de desembre de 2003 jubilat)
- Filipe Neri António Sebastião do Rosário Ferrão, des del 12 de desembre de 2003

## Estadístiques
A finals del 2006, la diòcesi tenia 627.400 batejats sobre una població de 1.763.598 persones, equivalent al 35,6% del total.
| any  | població | població  | població | sacerdots | sacerdots       | sacerdots       | sacerdots             | diaques | religiosos | religiosos | parròquies |
| ---- | -------- | --------- | -------- | --------- | --------------- | --------------- | --------------------- | ------- | ---------- | ---------- | ---------- |
| any  | batejats | total     | %        | total     | clergat secular | clergat regular | batejats por sacerdot | diaques | homes      | dones      |            |
| 1970 | 259.660  | 655.700   | 39,6     | 732       | 608             | 124             | 354                   |         | 189        | 627        | 148        |
| 1980 | 424.500  | 1.106.850 | 38,4     | 648       | 460             | 188             | 655                   |         | 232        | 764        | 158        |
| 1990 | 385.076  | 1.852.000 | 20,8     | 582       | 404             | 178             | 661                   |         | 366        | 744        | 160        |
| 1999 | 451.220  | 1.442.913 | 31,3     | 608       | 361             | 247             | 742                   |         | 450        | 951        | 166        |
| 2000 | 453.450  | 1.445.915 | 31,4     | 609       | 365             | 244             | 744                   |         | 423        | 955        | 162        |
| 2001 | 458.450  | 1.446.219 | 31,7     | 615       | 370             | 245             | 745                   |         | 507        | 944        | 163        |
| 2002 | 450.130  | 1.502.057 | 30,0     | 619       | 371             | 248             | 727                   |         | 450        | 941        | 162        |
| 2003 | 449.818  | 1.665.994 | 27,0     | 612       | 364             | 248             | 734                   |         | 424        | 888        | 165        |
| 2004 | 454.926  | 1.685.335 | 27,0     | 608       | 382             | 226             | 748                   |         | 386        | 849        | 165        |
| 2006 | 627.400  | 1.763.598 | 35,6     | 630       | 377             | 253             | 995                   |         | 436        | 870        | 166        |

### Documents pontificis
- Butlla Aequum reputamus, in Bullarium patronatus Portugalliae regum, Tomus I, pp. 148–152 (llatí)
- Butlla Etsi Sancta, in Bullarium patronatus Portugalliae regum, Tomus I, pp. 191–192 (llatí)
- Butlla Humanae salutis (italià)
- Butlla Inter Apostolicam, AAS 20 (1928), p. 247 (llatí)
- Butlla Ad nominum, AAS 68 (1976), p. 307 (llatí)
- Butlla Cum Christi Evangelii (llatí)
- Erecció de la nova Província Eclesiàstica de Goa e Damão[Enllaç no actiu] (italià)